# Batalla de Charasiab
La Batalla de Charasiab, se libró durante la segunda guerra anglo-afgana, entre las tropas británicas e indias contra las fuerzas afganas. Los británicos fueron liderados por el Mayor-general Sir Frederick Roberts, entonces comandante de la Fuerza de Campo Kabul, y los afganos por Nek Mohammed Khan, gobernador de Kabul y tío de Yakub Khan, antiguo emir. Después de haber llevado a los afganos desde las colinas circundantes de Charasiab, los británicos fueron capaces de reanudar su avance hacia Kabul.

## Antecedentes
El 3 de septiembre de 1879, tropas afganas pertenecientes al regimiento Herat se amotinaron en Kabul, exigiendo el pago de sus sueldos atrasados. Los rebeldes llegaron a la fortaleza de Bala Hissar, donde asaltaron la residencia ocupada por una misión militar británica bajo las órdenes de Sir Louis Cavagnari y su pequeña escolta de Guías de Caballería.
Después de una amarga e intensa lucha, tropas de Herat mataron a Cavagnari y a toda su comitiva, reavivando así la segunda parte del conflicto.
La primera fase de la guerra terminó cuatro meses antes con la firma del Tratado de Gandamak en mayo de 1879, en el que manifestaba un principio de requerimiento por parte del emir, Yakub Khan, de aceptar la misión de Cavagnari en Kabul. Tras conocerse la noticia de la muerte de la comitiva de Cavagnari en la India Británica, los regimientos hindúes se reunieron en las guarniciones fronterizas con el fin de reanudar las hostilidades.
Durante la primera fase de la guerra, los británicos solo se contentaron con una incursión limitada a Afganistán para traer al emir en las negociaciones. Después de la muerte de Cavagnari, el gobierno en Calcuta resolvió por una invasión total del país, la ocupación de Kabul y una acción punitiva en contra los asesinos de la comitiva.

## Desarrollo

### El avance
Esta vez el avance debía ser solamente por el valle de Kurram, ya que la ruta de Jáiber seguía siendo considerada demasiado difícil. Para una fuerte invasión al sur de Afganistán era necesario tomar Kandahar, la capital afgana del sur. Una vez que Kabul fuera tomada, la ruta al Paso Jáiber se abriría para establecer las líneas de suministros con la India.
El mando del ataque norte de Kabul le fue otorgado al general de división Sir Frederick Roberts, comandante de la Fuerza de Campo Valle de Kurram de la primera fase y mejor general considerado para realizarlo.
En el trayecto, Roberts llegó a Ali Khel, cercano a la cabeza del Paso Kurram el 6 de septiembre de 1879, encontrándose con las 3 brigadas de la Fuerza de Campo Kabul, en gran parte reunidos y listos para cruzar el Paso Shutagaran en Afganistán central. Muchas de las tribus montañosas fueron persuadidas para que desistan de atacar a las columnas de suministro británicas, estrategia más que fácil debido al Ramadán y la disminución de las hostilidades.
Yakub Khan, viendo que el asesinato de Cavagnari lo hiciera insostenible en su posición como emir, abandonó Kabul y se unió a Roberts, lo que permitió a los británicos a afirmar que la invasión fue apoyada por el gobierno del emir. 
El 3 de octubre de 1879, la Fuerza de Campo Kabul inició su marcha final, 36 millas a Kabul. Al igual que en la primera fase de la guerra, la fuerza británica e india se vio seriamente obstaculizada por la escasez de animales de transporte, camellos y bueyes. El brigadier McPherson permaneció en la ciudad de Sefid Sang con una reserva de municiones y provisiones, mientras que Roberts y el grupo principal siguió hasta Kabul.
En la tarde del 5 de octubre de 1879, Roberts alcanzó la villa de Charasiab cerca del río Logar y acampó. Al norte del campamento junto al río, la ruta a Kabul limitaba a través del desfiladero de Sang-e-Nawishta. El brigadier MacGregor instó a que una colina que domina el desfiladero, debía ser ocupada inmediatamente, pero esto no se hizo. Fue la intención de Roberts de permanecer en Charasiab, mientras que los animales de transporte regresaron a Sefid Sang y trayendo los suministros dejados allí con las tropas restantes. Como la noche atrajo a los afganos, podrían verse reunidos en las colinas de Sang-e-Nawishta.

### La batalla

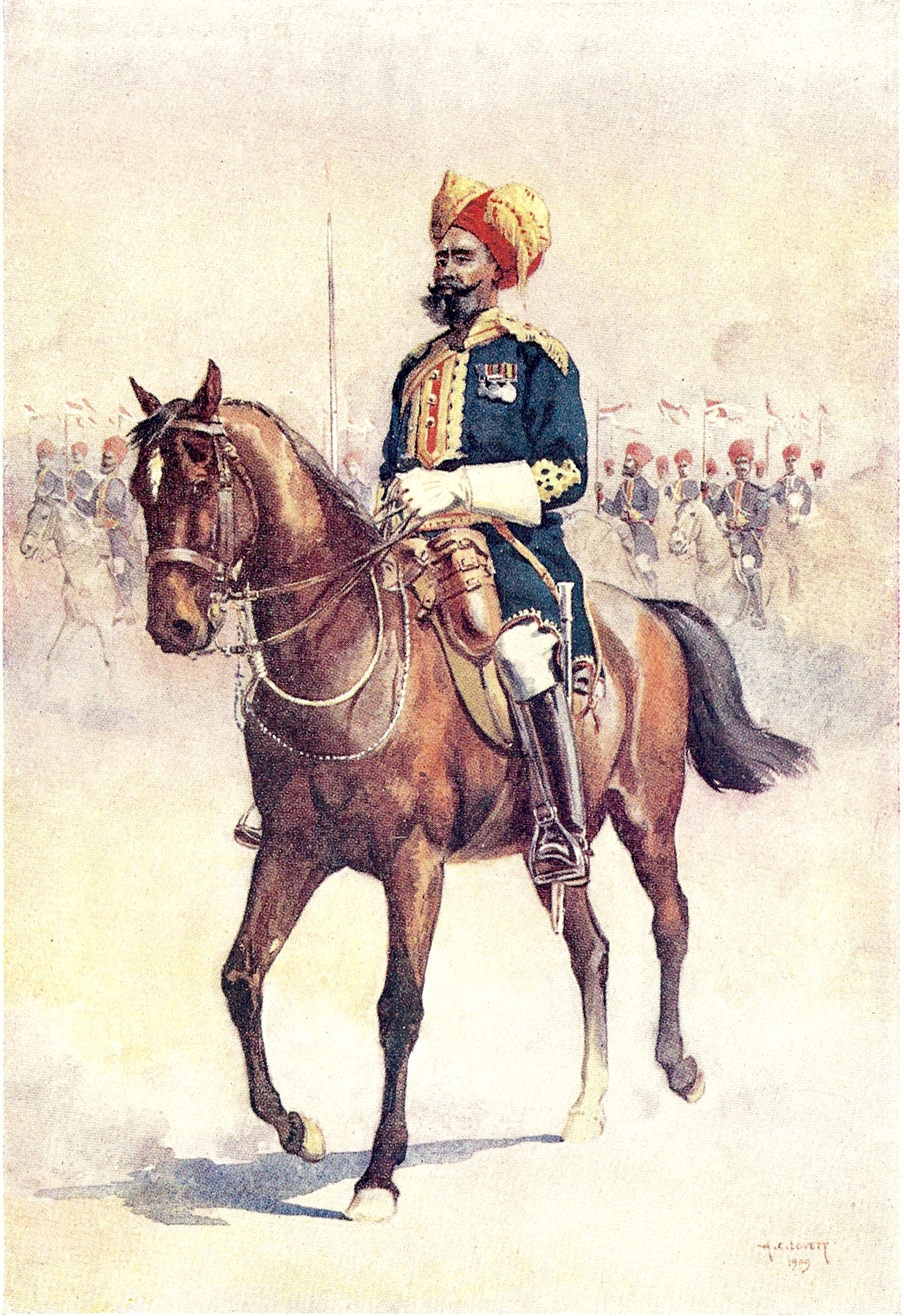
Miembro de la 14.ª Caballería Bengalí.

Durante la mañana del 6 de octubre de 1879, un contingente que comprendía la 23.ª Infantería Nativa Bengalí y la 92.ª de Montañeros con caballería y 2 cañones, avanzaron hasta el sitio de Sang-e-Nawishta con la tarea de asegurarse de que la ruta a lo largo del río Logar, era pasable. Sin embargo el ejército afgano solo marchaba hacia adelante y que pudo ver que esto no era más un grupo de hombres de tribu, pero las tropas afganas regulares estaban equipadas con artillería, alrededor de 8.000 en número. Por otra parte, los afganos tomaron posición ocupando tres millas de las colinas circundantes.
Para complicar aún más la posición de Roberts, las tribus afganas se agolparon en su retaguardia y cortaron las conexiones con el ejército de McPherson. No obstante, Roberts resolvió un ataque inmediato contra el ejército afgano, bloqueando su ruta a Kabul.
Por su parte, el brigadier Baker avanzó con la fuerza ya desplegada; 72.ª Highlanders, tropas de la 5.ª Gurkhas y de la 5.ª Infantería Punjab, caballería y 5 cañones.
La fuerza de Baker se dividió en dos;